# Estación Cardenal Raúl Silva Henríquez
Cardenal Raúl Silva Henríquez es una estación de la Línea 2 del Biotrén, en el subramal Concepción-Curanilahue. Se ubica en la comuna de San Pedro de la Paz, en la Ruta 160, cercana al sector Los Escritores. Fue inaugurada el 15 de febrero de 2016.
Si bien su nombre original, Estación Coonavicop, era debido al sector donde se emplaza, el nombre definitivo (elegido mediante participación de vecinos del mismo sector) tiene relación con el sector homónimo ubicado colindante al sector Los Escritores, además en memoria del Cardenal Raúl Silva Henríquez.